# Verpa conica
Verpa conica (O. F. Müll.) Sw., 1815 è un fungo ascomicete della famiglia Morchellaceae.

## Descrizione
Cappello campanulato, scuro, margine subsinuato, sotto il gambo equalmente giallo, aschi cilindrici, spore ellissoidi. Gambo: 2,5 - 5 cm, glabro, tubulare. Ascocarpo levigatamente carnoso.

## Tassonomia
- Helvella relhanii Sowerby, Col. fig. Engl. Fung. Mushr. (London) 1: tab. 11 (1797)
- Leotia conica (O.F. Müll.) Pers., Syn. meth. fung. (Göttingen) 2: 613 (1801)
- Leotia conica Pers., Syn. meth. fung. (Göttingen) 2: 613 (1801) var. conica
- Leotia conica var. relhanii (Sowerby) Pers., Syn. meth. fung. (Göttingen) 2: 614 (1801)
- Monka conica (O.F. Müll.) Kuntze, Revis. gen. pl. (Leipzig) 3(2): 498 (1898)
- Phallus conicus O.F. Müll., Fl. Danic. 4: tab. 654 (1775)
- Relhanum conicum Gray, Nat. Arr. Brit. Pl. (London) 1: 661 (1821)
- Verpa conica (O.F. Müll.) Sw., K. svenska Vetensk-Akad. Handl.: 129 (1815) f. conica
- Verpa conica f. macrospora Häffner, Rheinl.-Pfälz. Pilzj. 1(1): 23 (1991)
- Verpa conica (O.F. Müll.) Sw., K. svenska Vetensk-Akad. Handl.: 129 (1815) var. conica[2]